# Reflected
Singles de Alice Cooper Group
Shoe Salesman
(1970)
Reflected' est une chanson d'Alice Cooper et le premier single du groupe paru en 1969.
La chanson est extraite de l'album Pretties for You, elle est accompagnée d'un clip vidéo enregistrée via la station de télévision WKBS-TV (en) le 14 juin 1969. Possédant un riff accrocheur, Reflected est la chanson de l'album à être choisie pour paraitre en single. Quant aux paroles, elles n'ont aucun sens particulier, Alice Cooper explique en 2012 que les paroles étaient "stupides et fausses", que le groupe ne savait pas de quoi il parlait à cette époque.
Le groupe ne s'attend à rien avec Reflected et le single est vite oublié. Mais la chanson refait surface trois années plus tard et sera retravaillée durant les sessions Billion Dollar Babies pour devenir Elected. Le single atteindra d'ailleurs le Top10 dans plusieurs pays d'Europe, dont la France, où Elected se positionnera à la 3e place.

## Musiciens
- Alice Cooper - chants
- Glen Buxton - guitare solo
- Michael Bruce - guitare rythmique
- Dennis Dunaway - basse
- Neal Smith - batterie, percussions